# Музей кукольного театра (Эстония)
Музей кукольного театра (эст. Nukuteatrimuuseum) — структурная единица Молодёжного театра Эстонии, бывшего Кукольного театра, работающего в Таллине с 1952 года. Музей открылся в 2010 году. 

## История
В 1952 году в Таллине открылся Государственный кукольный театр Эстонской ССР (ныне — Молодёжный театр Эстонии). Принадлежащий ему Музей кукольного театра является учреждением, знакомящим с театрами кукол как в Эстонии, так и во всём мире. Он был открыт 7 марта 2010 года и составляет с театром единое целое. В музее изучаются и экспонируются театральные куклы и даётся ознакомление с историей эстонского кукольного театра — единственного в Эстонии профессионального кукольного театра.

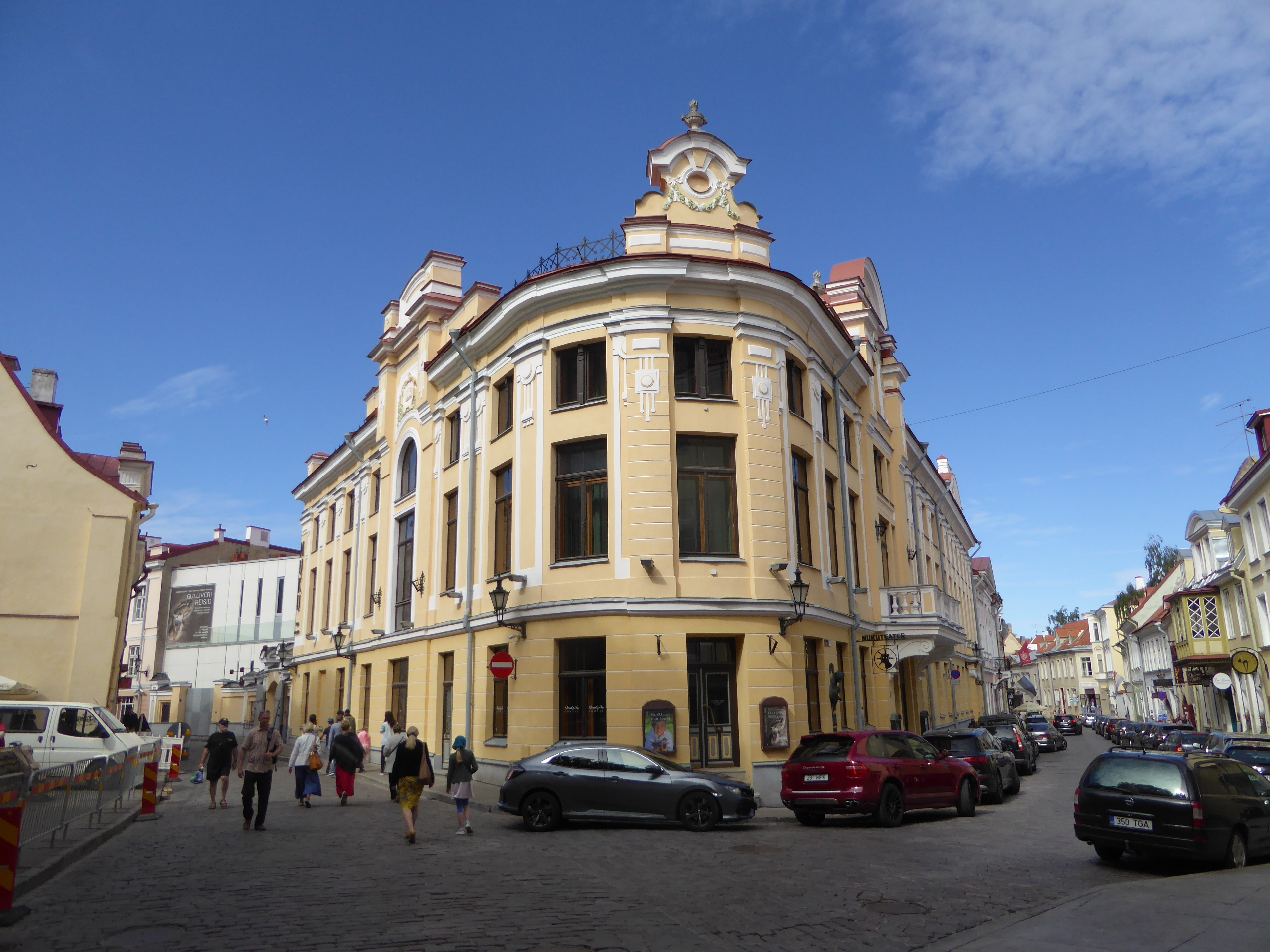
Здание Молодёжного театра и Музея кукольного театра

Коллекция музея состоит из театральных кукол, масок, костюмов, бутафории, конструкций, моделей, документов, фотографий и других материалов, связанных с театром. Цель музея заключается в сборе и сохранении материалов театра  с момента его основания, ознакомлении со всем, что создаётся и делается в театре, и в предложении дополнений к методике обучения детей путём внедрения метода кукольного мышления как одной из возможностей саморазвития. В нём также представлены куклы, привезённые из других стран, таких как, например, Индия и Китай. Выставка музея открывается экспозицией основателя Кукольного театра Эстонии Фердинанда Вейке. Коллекция музея насчитывает более 800 кукол.
Одной из важнейших задач Музея кукольного театра является поддержка продюсерской деятельности Эстонского молодежного театра, а также сохранение, популяризация и представление репертуара и истории театра с помощью демонстрации коллекций и проведения различных мероприятий. Музей кукольного театра — это место, куда помещаются театральные куклы, костюмы, реквизит и другой инвентарь, нуждающийся в сохранении и не подлежащий утилизации после удаления спектакля из репертуара. Каталогизация кукол в музее началась в 2019 году. Опорной коллекцией музея является творческий архив Эстонского молодёжного театра, где собраны такие материалы, как проекты постановок, рабочие чертежи, макеты, графики постановок, гравюры, фотографии, видео и другие материалы, созданные в ходе деятельности театра. 

Наряду с постоянными и специальными выставками в музее проводятся:
- экскурсии,
- рабочие комнаты,
- встречи с актёрами,
- школьные уроки,
- игры для детей дошкольного и школьного возраста,
- детские лагеря в дни школьных каникул,
- празднования дней рождений.

В 2014 году директором музея стала Мария Уск (Maria Usk), закончившая магистерскую программу по специальности «искусство кукольного театра» в Высшей драматической школе Эстонской академии музыки и театра. С 2020 года директором музея является Ити Нийнеметс (Iti Niinemets). 
По состоянию на 10 августа 2020 года в музее было пять работников: директор, два куратора и два гида.

## Выставки
Постоянная выставка

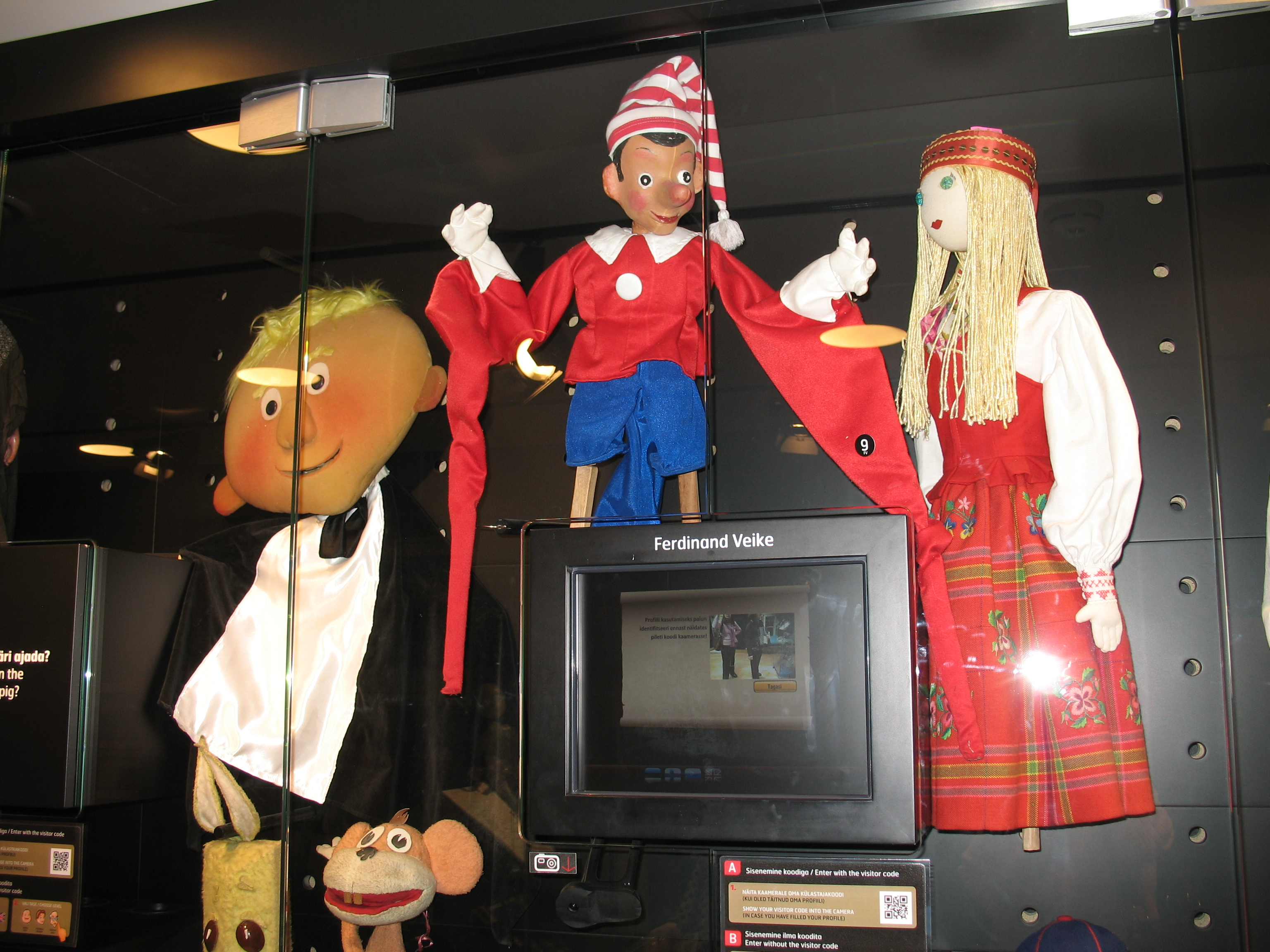
Начало постоянной экспозиции c видео-экраном «Фердинанд Вейке»

Выставка рассказывает о многолетней деятельности Кукольного театра, демонстрируя выдержки из истории театра с 1950-х до конца 2010-х годов. В первой части экспозиции представлены тексты ролей, ноты, эскизы, звукозаписи и большое количество выборок из фотоархивов. Для самых маленьких посетителей прошлое Кукольного театра представлено в виде тематических игр на каждое десятилетие.
Вторая часть постоянной выставки знакомит с разными видами кукол (планшетные, гапитно-тростевые, бибабо, марионетки и пр.) и с биографией и историей творчества первого художественного руководителя Кукольного театра Фердинанда Вейке. На видео-экранах здесь демонстрируются редкие кадры с актёрами и постановками Кукольного театра.
Специальные выставки
Помимо постоянной выставки музея, в помещениях музея также периодически открывается несколько специальных выставок. В частности, в 2024 году здесь были организованы такие выставки, как «Создатель первых театральных впечатлений Хелле Лаас», «Куклы и маски из “Путешествий Гулливера”» и «Актёрский гардероб».
Передвижные выставки
С марта 2023 года Музей кукольного театра стал проводить передвижные выставки по всей Эстонии. Передвижная выставка представляет собой сокращённую форму постоянной экспозиции музея и, как и она, предлагает ознакомление с историей кукольного театра, возможность самостоятельно поиграть с театральными куклами и познакомиться с процессом подготовки театральной постановки.

## Международное сотрудничество
Одним из основных международных партнёров Музея кукольного театра Эстонии является кукольный театр и музей польского города Любляна (Lutkovno gledališče Ljubljana, Lutkovni muzej), где работники эстонского театра участвовали в различных мероприятиях, учебных комнатах и практических занятиях. Партнёрами музея также являются:
- Литовский музей театра, музыки и кино;
- Каунаский кукольный театр[лит.], Литва;
- Московский театр кукол имени Образцова и его музей, Россия;
- Тбилисский музей кукол и игрушек Тинатина Туманишвили, Грузия;
- театр DRAK в Градец-Кралове, Чехия;
- Большой театр кукол в Санкт-Петербурге, Россия;
- Высшая национальная школа искусств марионеток[фр.] в Шарлевиль-Мезьере, Франция[2].

Экспозиция Музея кукольного театра
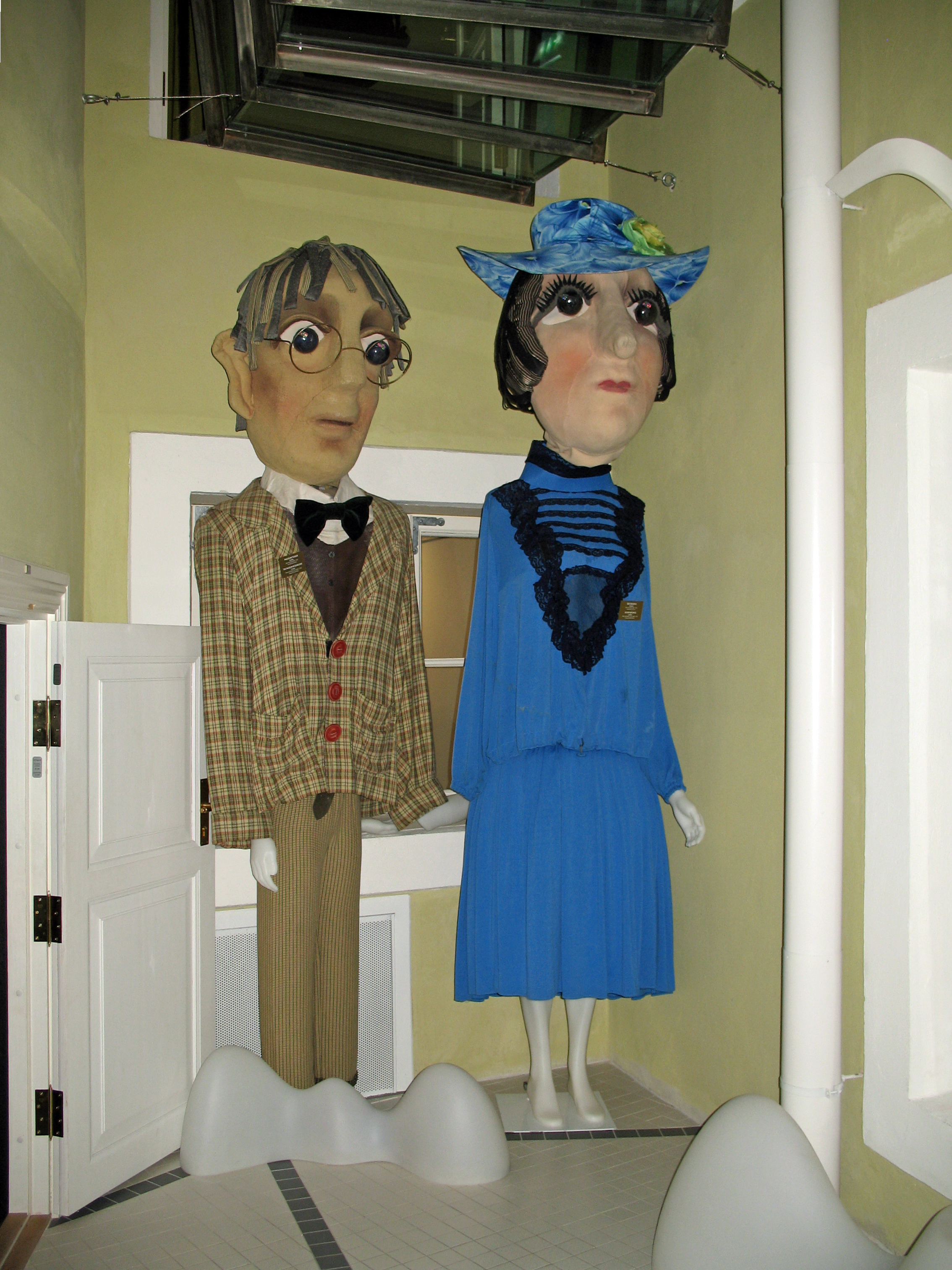
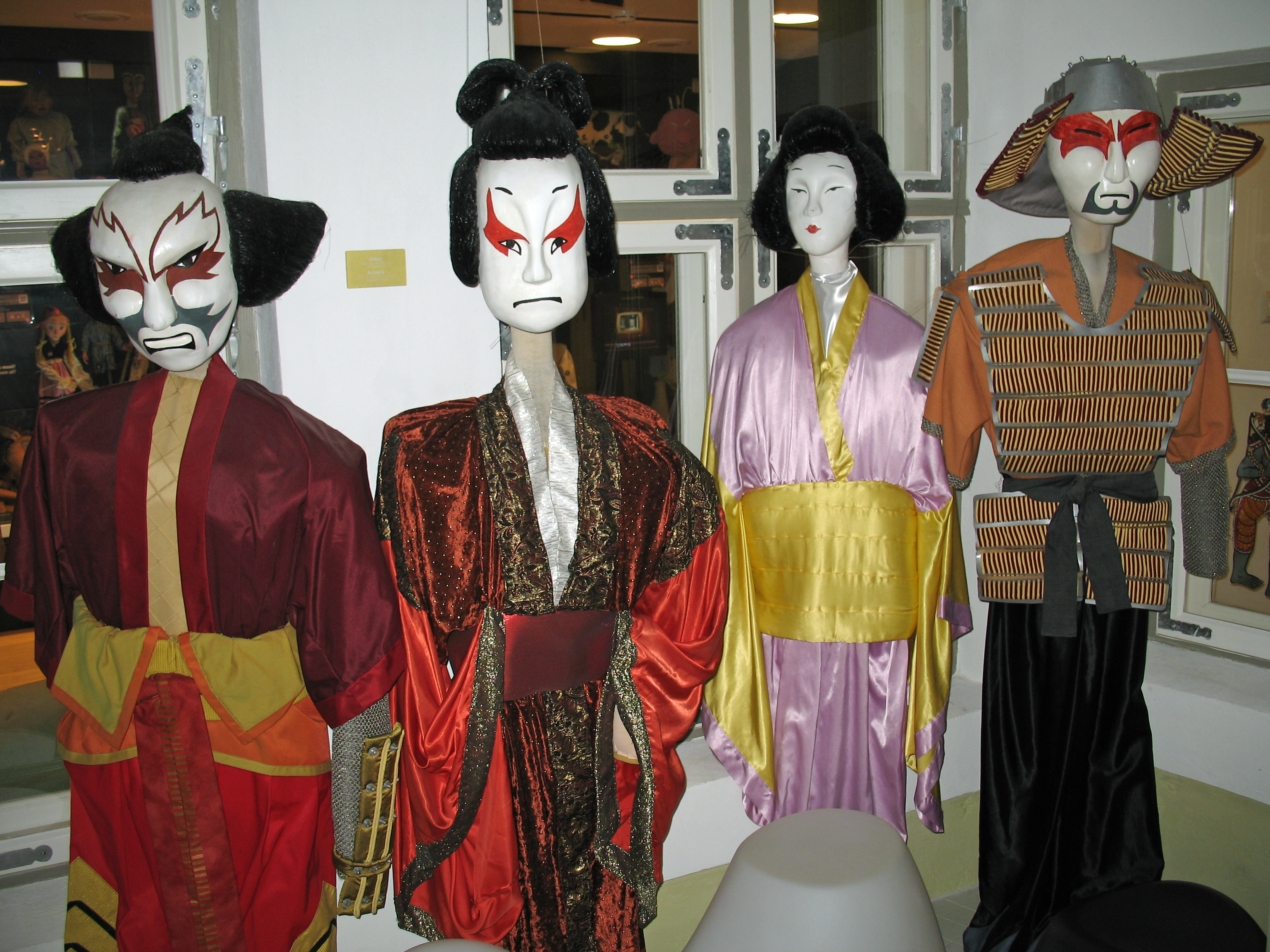
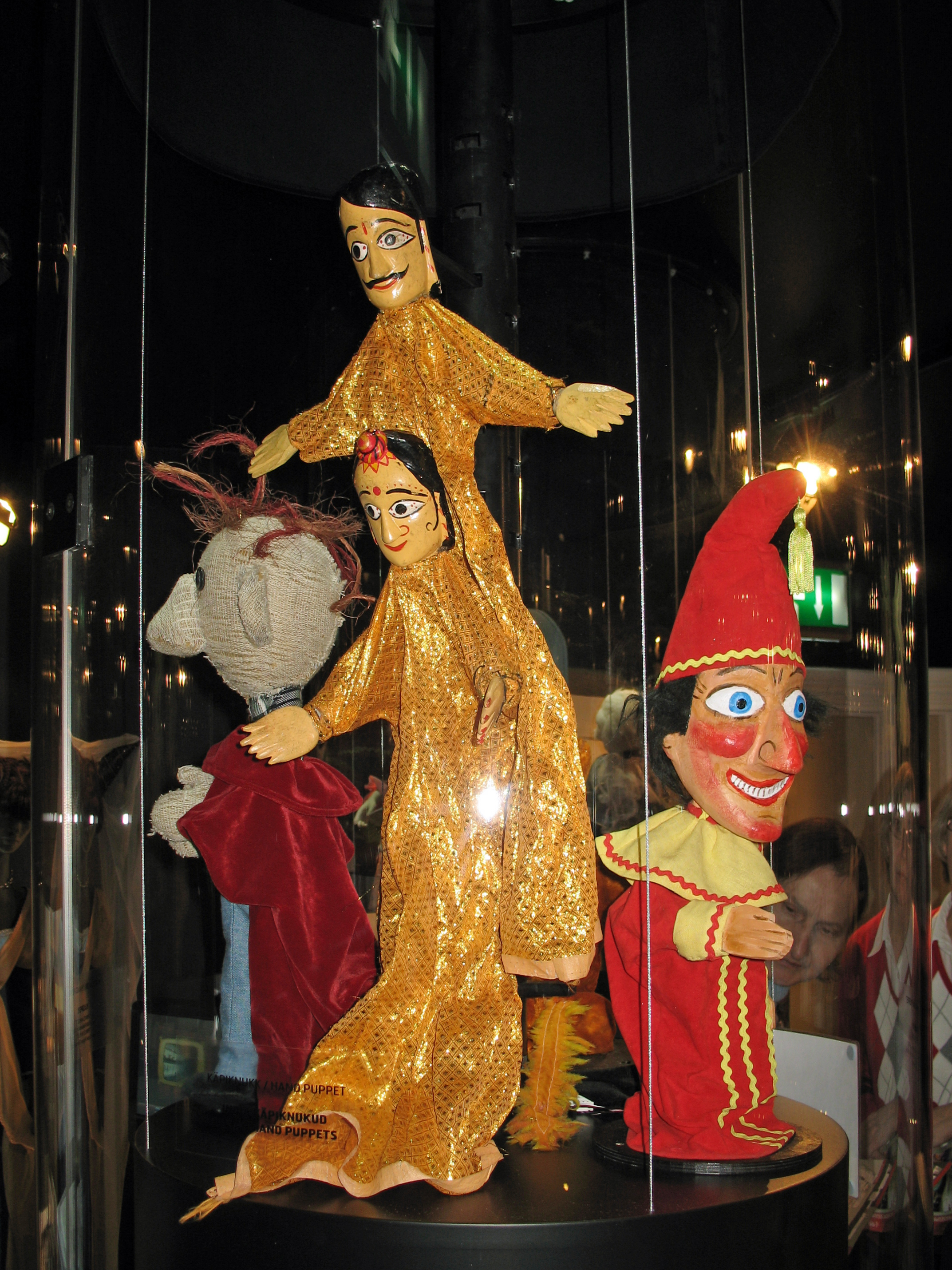
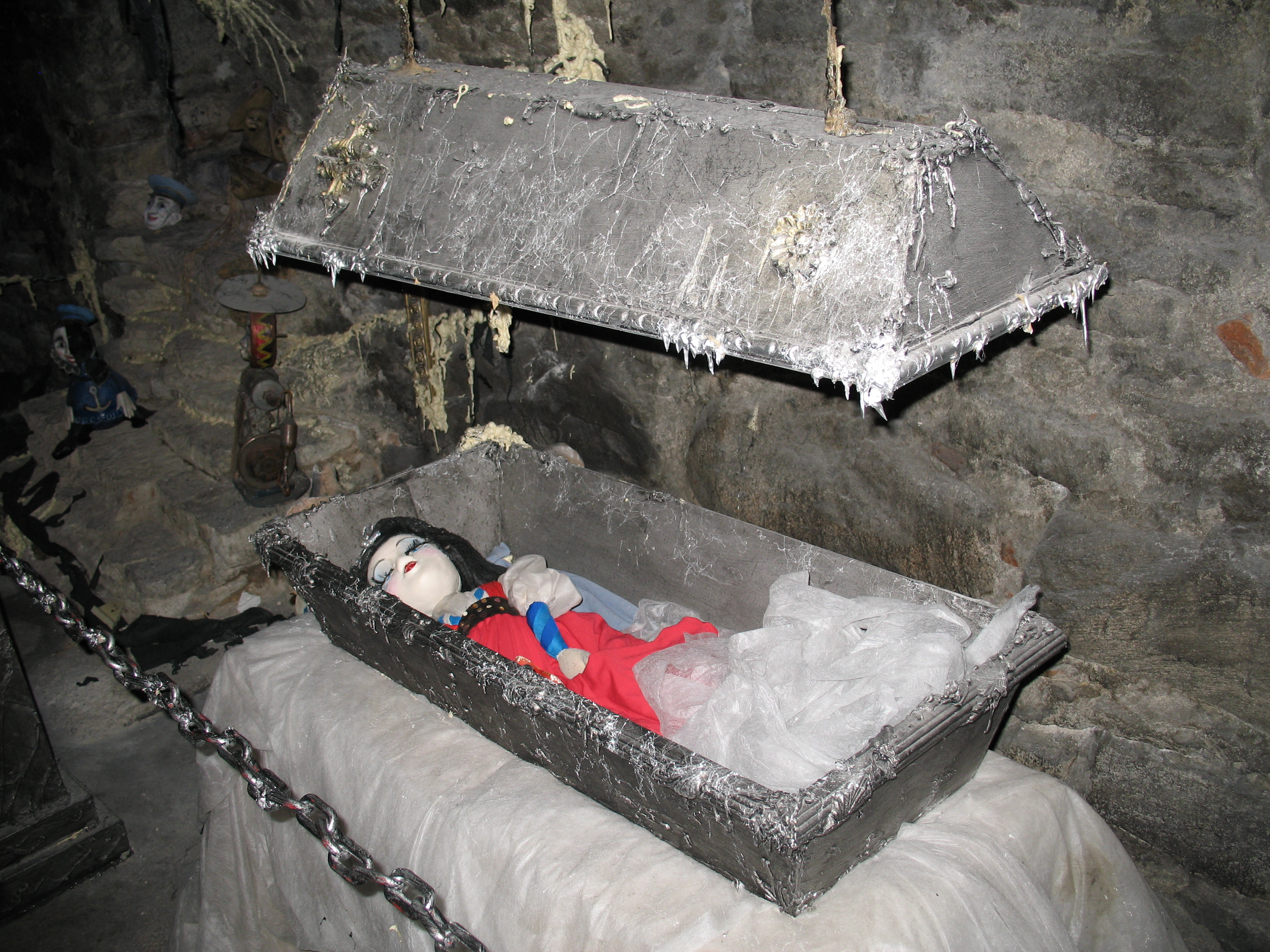
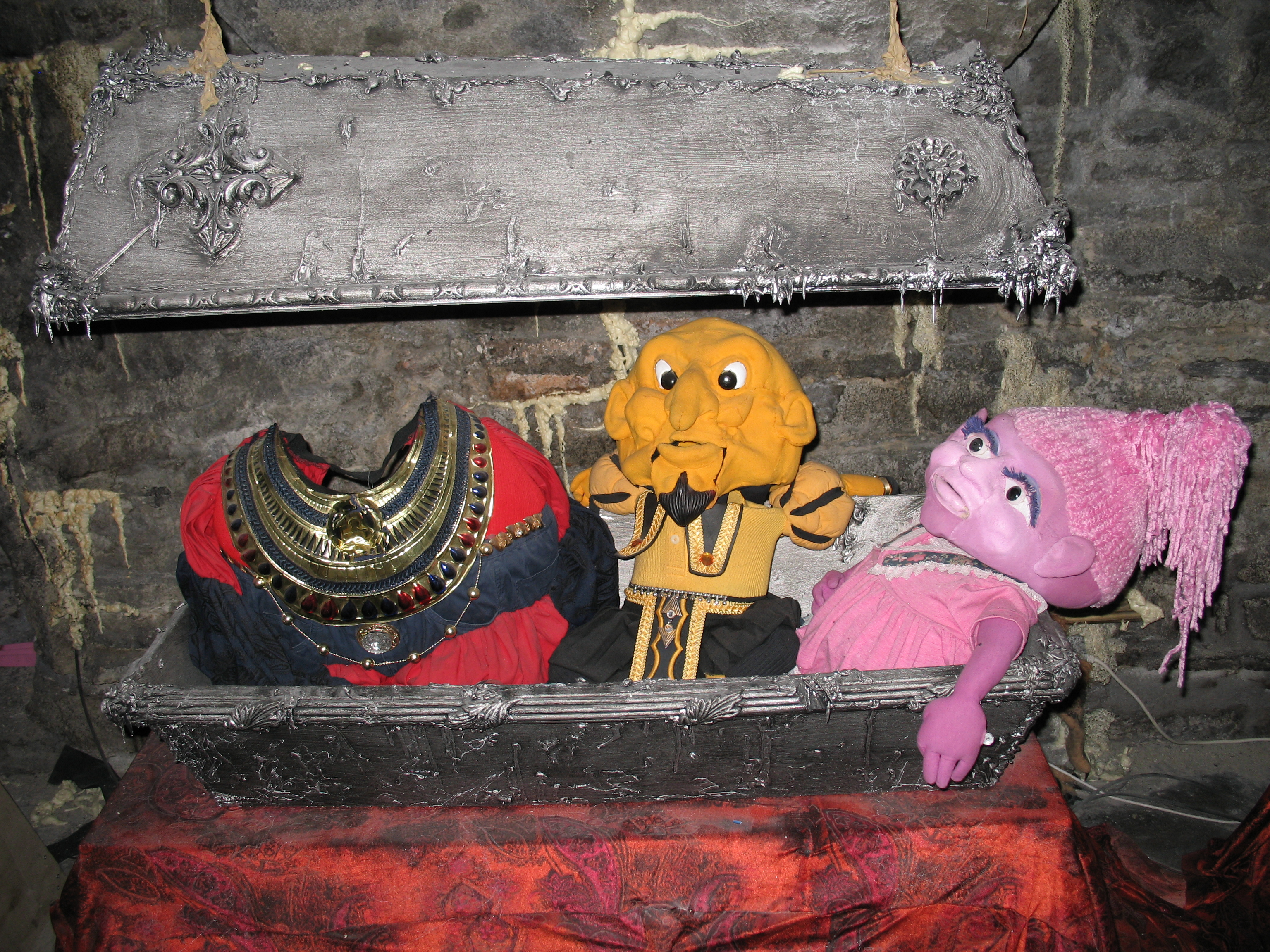
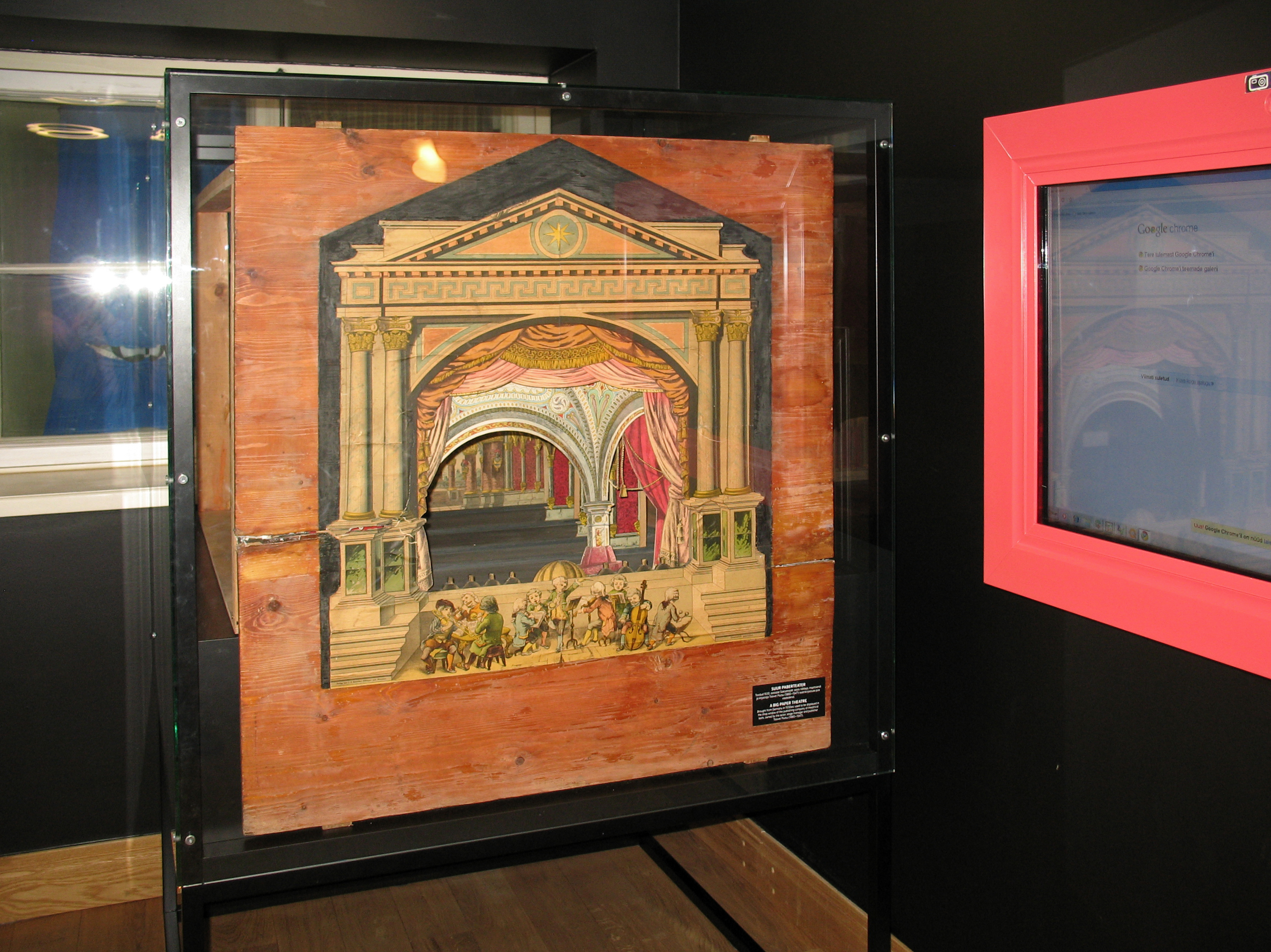
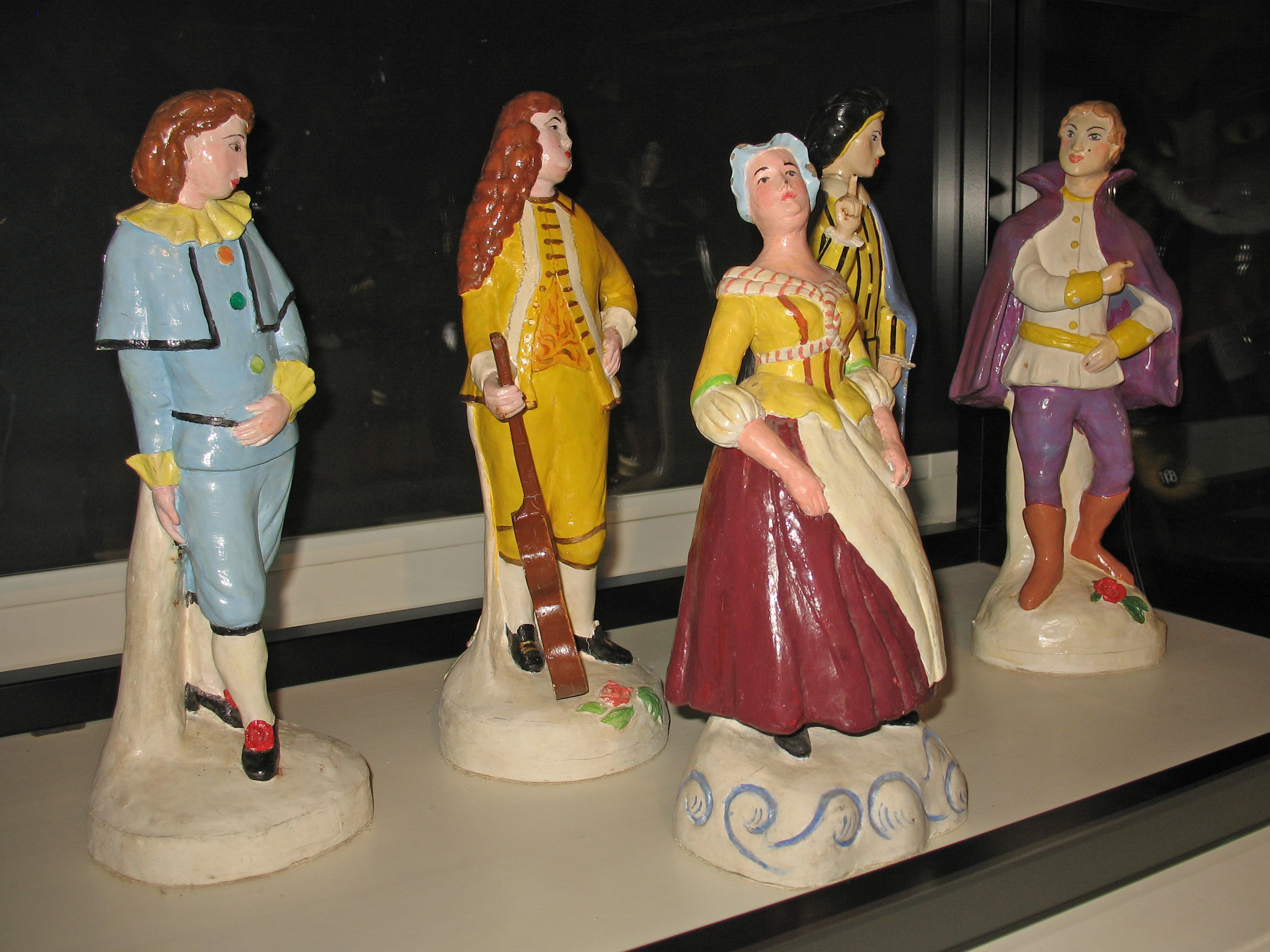
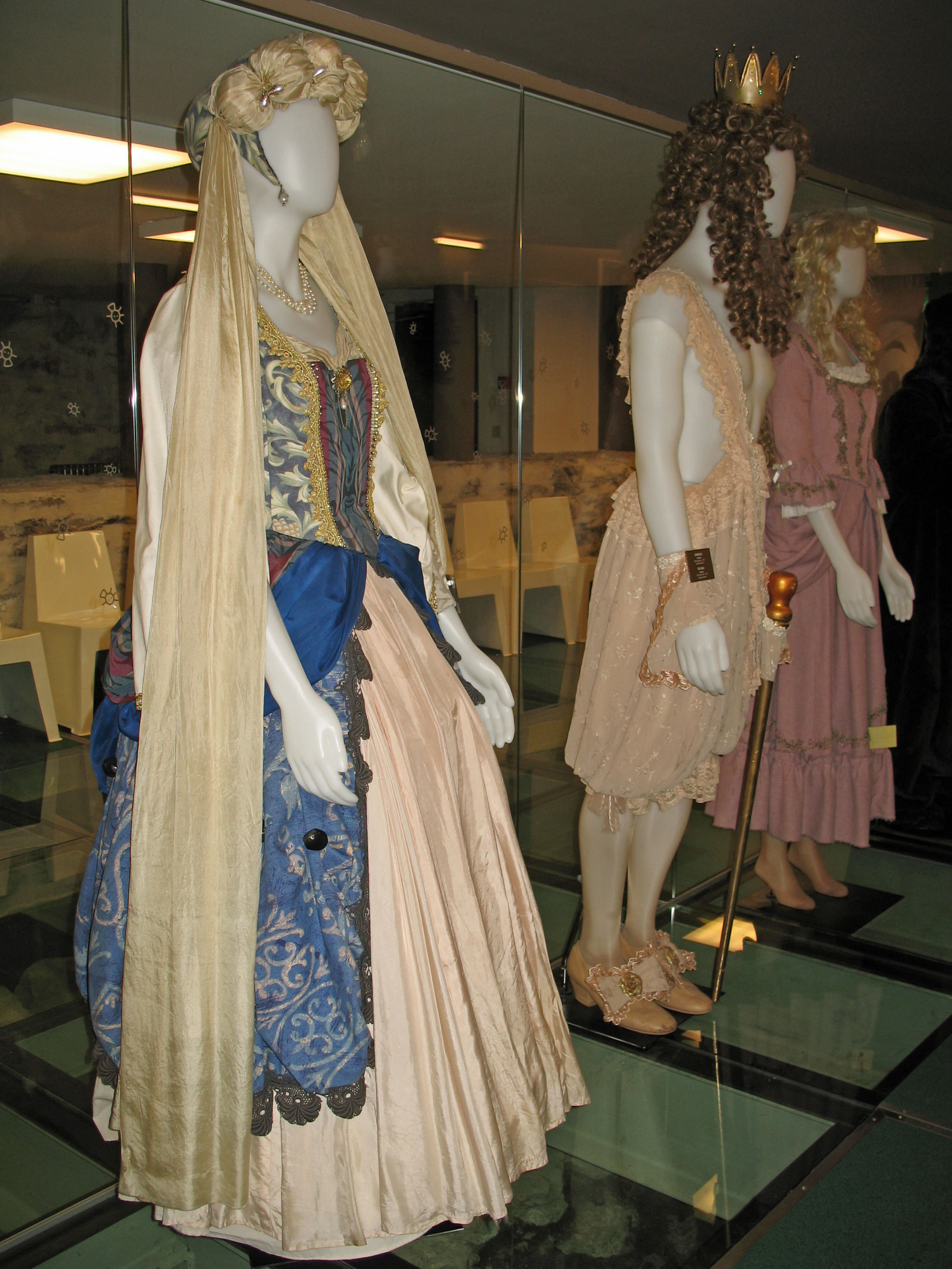
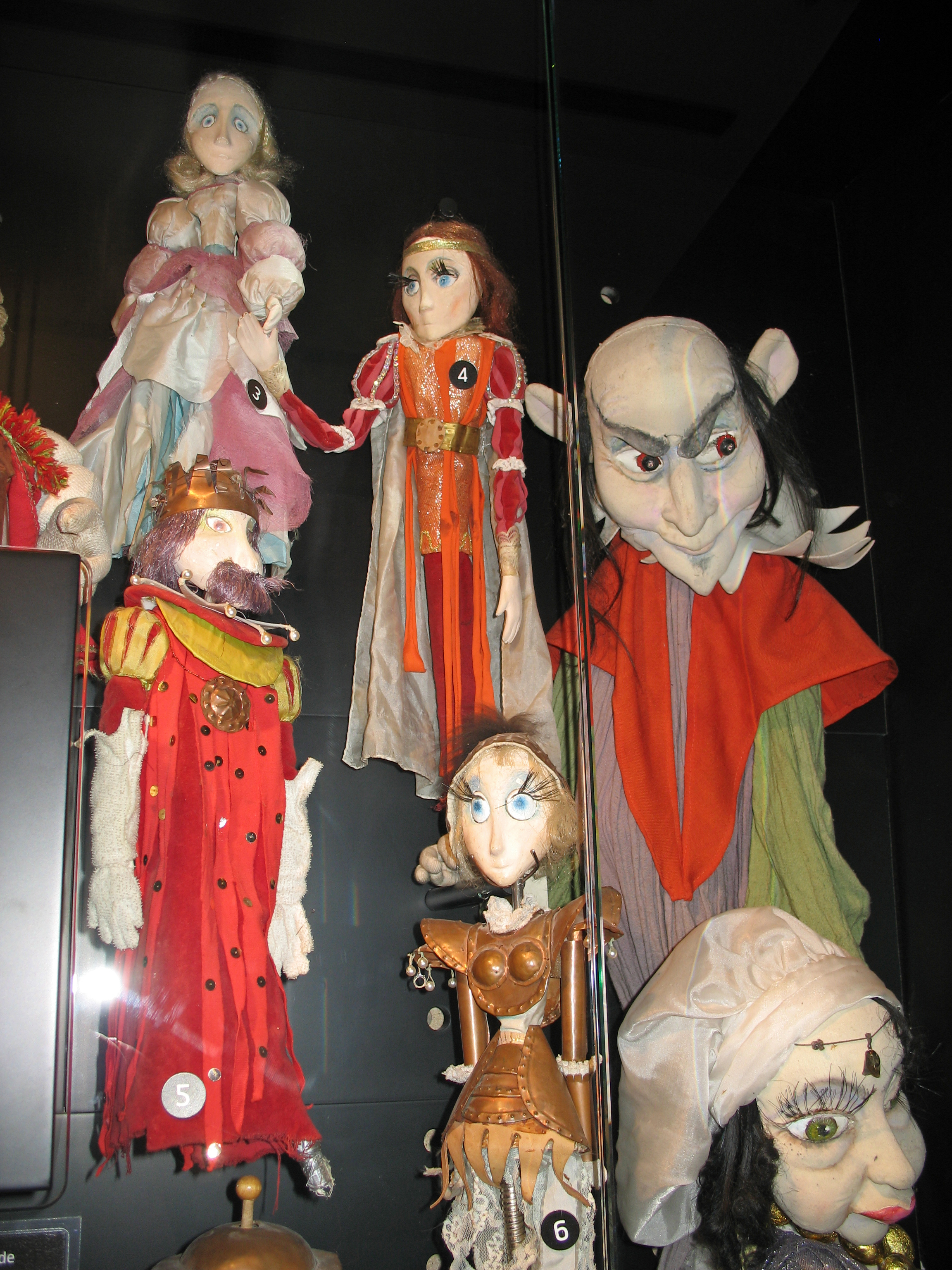
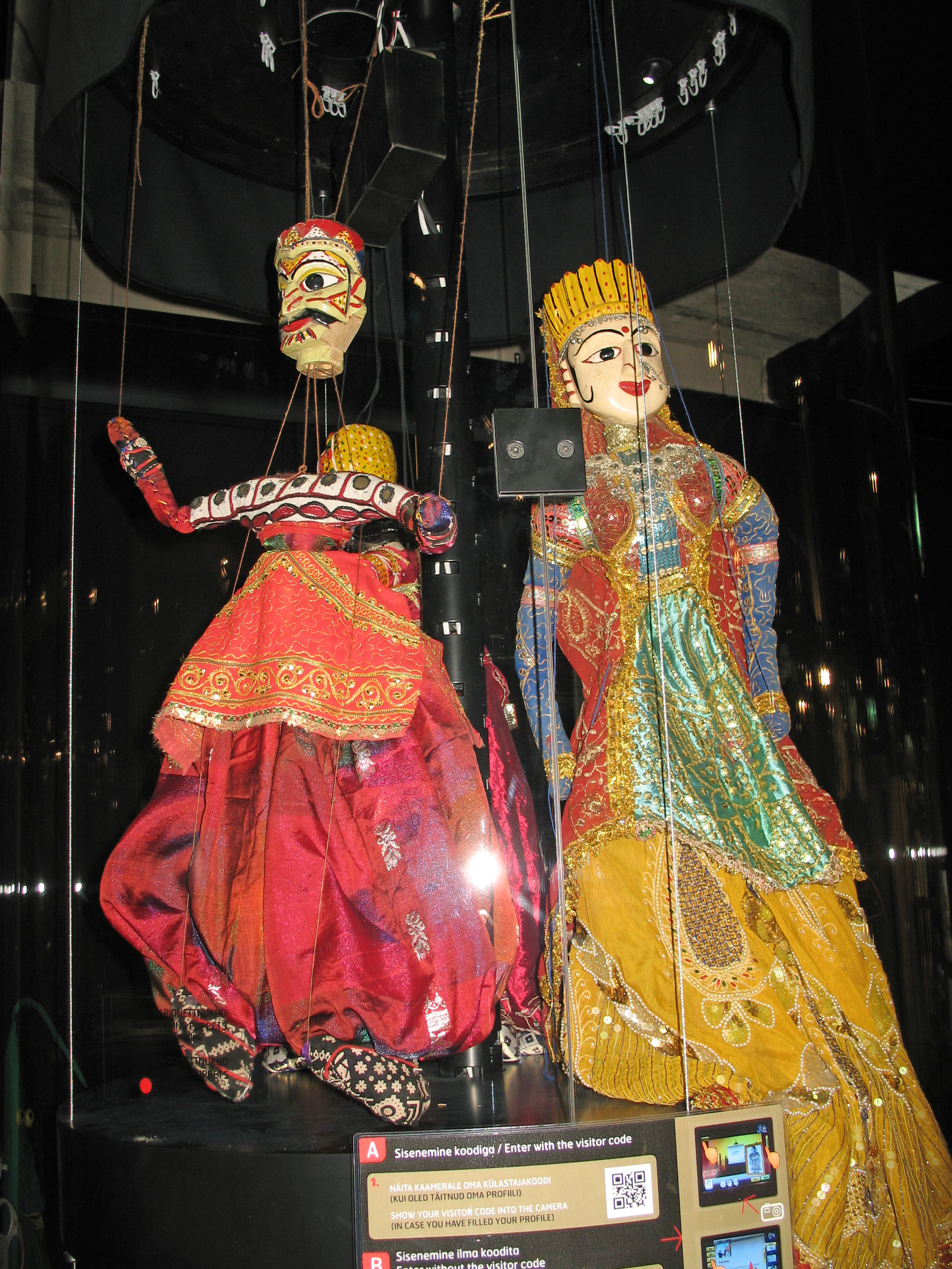